# Liste des lacs en Suède
 (juillet 2025).
Liste des lacs de la Suède, par ordre alphabétique.
- Haut – A
- B
- C
- D
- E
- F
- G
- H
- I
- J
- K
- L
- M
- N
- O
- P
- Q
- R
- S
- T
- U
- V
- W
- X
- Y
- Z

## A
- Akkajaure
- Aneboda

## B
- Bolmen
- Boren (sv)

## D
- Dellen
- Drevviken

## E
- Ekoln

## F
- Färnebofjärden
- Fegen

## G
- Gammelstilla
- Gunnarsbosjön

## H
- Hjälmaren
- Hornavan

## K
- Kallsjön
- Kävlingen

## L
- Landsjön
- Långsjön
- Ljusnan (lac)
- Lule Träsk

## M
- Mälaren
- Möckeln

## R
- Runn
- Rådasjön

## S
- Siljan
- Storsjön
- Strandbodsjön

## T
- Torneträsk
- Trehörningen

## V
- Vättern
- Vänern
- Vojmsjön

## Sources
- (sv) « http://www.smhi.se/sgn0102/n0204/vdragreg.pdf »(Archive.org • Wikiwix • Archive.is • Google • Que faire ?)
- (sv) « http://www.lansstyrelsen.se »(Archive.org • Wikiwix • Archive.is • Google • Que faire ?)